# Rogätz
Rogätz ist eine Gemeinde im Landkreis Börde in Sachsen-Anhalt.

## Geografie
Rogätz ist eine teilweise industriell geprägte Gemeinde. Sie liegt direkt am westlichen Steilufer der Elbe (Elbkilometer 351,5), etwa 20 Kilometer nördlich von Magdeburg, der Landeshauptstadt von Sachsen-Anhalt, entfernt. Südlich des Ortes mündet der Fluss Ohre in die Elbe. Am westlichen Ortsrand enden die Ausläufer der Colbitz-Letzlinger Heide mit dem Heinrichshorster Forst, in dem mit dem 105 Meter hohen Dornberg die höchste Erhebung der näheren Umgebung liegt. Bei Rogätz wurde das Naturschutzgebiet „Rogätzer Hang-Ohremündung“ eingerichtet.
Das Dorf ist Ausgangspunkt mehrerer Landes- und Kreisstraßen. Nach Süden führt die L 44 zur Bundesstraße 189 mit Verbindung zur Landeshauptstadt. Auf der L 29 kommt man in nördlicher Richtung ebenfalls auf die B 189 und von dort in das Altmarkzentrum Stendal. Die Kreisstraße 1176 stellt die Verbindung zum nördlichen Nachbarort Mahlwinkel her, die K 1209 beginnt in Rogätz als Fährverbindung zum östlichen Elbufer und endet nach acht Kilometern in Burg (bei Magdeburg). An der Bahnstrecke Magdeburg–Wittenberge liegt der Bahnhof Angern-Rogätz, 2,3 Kilometer nördlich des Ortes.

### Gemeindegliederung
Als Ortsteile der Gemeinde sind ausgewiesen:
- Friedrichshöhe
- Heinrichshorst
- Wiesental

|  |  |  |

## Geschichte
König Konrad III. erwähnte in einer 1144 in Magdeburg ausgestellten Urkunde Rogätz erstmals in schriftlicher Form. Die damals verwendete Ortsbezeichnung Rogatz kehrte später in den Versionen Ragusti, Ragusy, Rugusura, Ragetz oder Rögetz wieder. Bodenfunde zeigen, dass in der Rogätzer Gegend bereits zwischen 4000 und 2000 v. Chr. Menschen gesiedelt haben. Die Entzeltsche Chronik erwähnt Rogätz im Zusammenhang mit Kaiser Karl dem Großen anlässlich seines Krieges gegen die Sachsen um 800. Nach der „Topographie von Alvensleben“ muss Rogätz danach lange wüst gelegen haben, denn erst nach dem Sieg von König Heinrich I. 929 wurde der Ort wieder aufgebaut. Rogätz lag damals verkehrstechnisch günstig an den Handelsstraße von der Nordsee nach Schlesien bzw. nach Magdeburg.

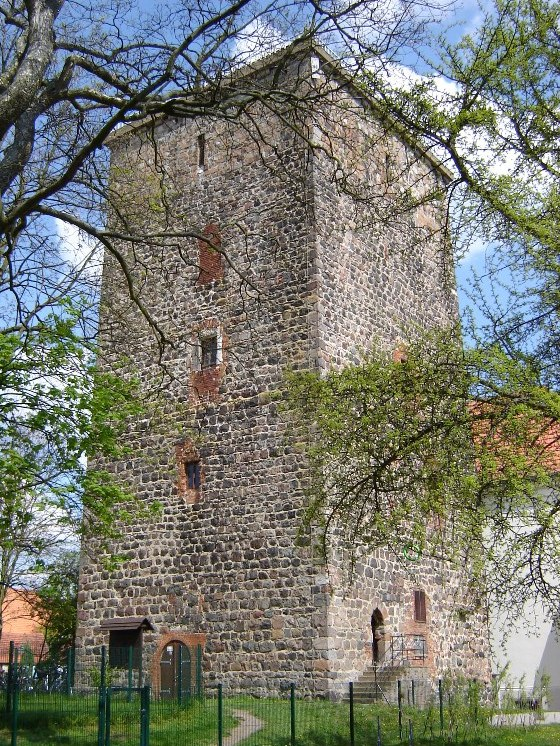
Klutturm der Burg Rogätz

Mit der bereits erwähnten Urkunde von 1144 ging das Dorf von den Grafen von Hillersleben an das Bistum Havelberg über. Im 13. Jahrhundert geriet Rogätz in die Auseinandersetzungen zwischen dem Magdeburger Erzbistum und den brandenburgischen Markgrafen. Zu dieser Zeit soll der Magdeburger Erzbischof Wilbrand die Rogätzer Burg errichtet haben, obwohl es Vermutungen gibt, dass Teile der Anlage älteren Datums sind. Erst 1336 verzichteten die Brandenburger zugunsten des Erzbistums auf Rogätz, was im Zinnaer Vertrag von 1449 endgültig bestätigt wurde. Nachdem Anfang des 14. Jahrhunderts die brandenburgischen Vasallen Sack mit der Burg belehnt worden waren, ging ab 1369 der Ort etappenweise an die Familie von Alvensleben über, die dort ein Rittergut gründeten.
Schwere Zeiten erlebte Rogätz während des Dreißigjährigen Krieges. Zwischen Oktober 1625 und April 1626 war die Burg zwischen den kaiserlichen Truppen des Grafen Schlick und dem protestantischen Heer des Ernst von Mansfeld umkämpft. Nachdem dieser die Burg und das Dorf mithilfe dänischer Kompanien eingenommen hatte, war Rogätz verwüstet und von seinen Einwohnern verlassen. Erst 1650, zwei Jahre nach Kriegsende wurde mit dem Wiederaufbau begonnen. Bereits 1681 werden schon wieder 14 Handwerker erwähnt. 100 Jahre später war die Zahl der Einwohner auf 644 angewachsen, unter ihnen 36 landwirtschaftlich Tätige und 24 Handwerker. Zum Dorf gehörten 15 km² Acker und 7 km² Wald, während das Gut 26 km² Acker und 67 km² Wald besaß. Im Ort wurden zwei Mühlen, eine Ziegelei, eine Brauerei und eine Brennerei betrieben. Zwei Fähren schufen Übergänge sowohl über die Elbe als auch über die Ohre.
Im Herbst 1806 zog ein französisches Heer von 40.000 Mann durch Rogätz, nahm hier Quartier und plünderte den Ort aus. Nach dem Sieg Napoleons über Preußen wurde Rogätz dem unter französischer Herrschaft stehenden Königreich Westphalen zugeordnet und unterstand als „Canton Rogätz“ dem Distrikt Neuhaldensleben. Nach der Vertreibung der Franzosen ordnete Preußen Rogätz 1815 in den neu geschaffenen Kreis Wolmirstedt ein. 1842 lebten 1370 Menschen im Ort, in dem nun 142 Wohnhäuser standen. Am 1. Juli 1849 wurde die Bahnlinie Magdeburg – Wittenberge eröffnet, mit Bahnhöfen in den Nachbarorten Loitsche und Angern. Auch die Elbe hatte sich zu einem bedeutenden Verkehrsweg entwickelt. Viele Rogätzer arbeiteten als Schiffer, die 1884 die Schifferbrüderschaft mit etwa 200 Mitgliedern gründeten. 1887 gründete der Schiffbaumeister Karl Blanke mit 30 Arbeitern in Rogätz eine Schiffswerft, die bis Anfang des 20. Jahrhunderts 60 Schiffe baute. Immer mehr Rogätzer fanden in der Ziegelei Arbeit, die mit der Inbetriebnahme einer neuen Ziegelpresse 1855 ihre Produktion ständig steigerte. Ab 1895 begann sich der Obstbau mit der Anlage von Obstplantagen kräftig zu entwickeln, der 1905 zum Bau einer Konservenfabrik führte. Das Gut Rogätz ging 1851 nach fast 500 Jahren von der Familie von Alvensleben in einen neuen Besitz über. Nach einem 20-jährigen Zwischenspiel mit dem Grafen Schwerin-Putzar als Eigentümer erwarb 1871 Reinhold Himburg von Schricke das Gut. Er ließ 1898 ein neues Gutshaus errichten.
Nach dem Ersten Weltkrieg gehörten die Schiffswerft, die Ziegelei und die Konservenfabrik zu den wichtigsten Betrieben in Rogätz. Das Gut war 1918 in den Besitz des Fabrikanten Carl Still übergegangen. Innerhalb von 80 Jahren hatte sich die Einwohnerzahl verdoppelt und lag 1925 bei 2595. Der Zweite Weltkrieg endete für Rogätz mit schweren Zerstörungen. Bei der Einnahme des Ortes durch amerikanische Truppen im April 1945 wurden 55 Gebäude total zerstört, 130 Häuser trugen zum Teil erheblich Schäden davon. Im Juli 1945 lösten sowjetische Truppen die Amerikaner als Besatzungsmacht ab. Unter ihrem Kommando nahmen die Rogätzer Betriebe die Arbeit wieder auf, und es wurde ein neuer Bürgermeister ernannt, der sich zunächst um die Unterbringung der Bevölkerung kümmern musste. Der erheblich zerstörte Ort hatte durch die Zuwanderung von Ostflüchtlingen und Ausgebombten etwa 3600 Einwohner zu beherbergen. Im Februar 1946 wurde im Rahmen der Bodenreform das Gut enteignet und der Landbesitz unter Klein- und Neubauern aufgesiedelt. In den 1950er Jahren wurden die Landwirtschaftsbetriebe in eine Landwirtschaftliche Produktionsgenossenschaft überführt, die Industriebetriebe wurden in Volkseigene Betriebe umgewandelt. Die Konservenfabrik entwickelte sich zu wichtigsten Betrieb des Ortes, produzierte jährlich 4000 Tonnen Konserven, exportierte ins Ausland und arbeitete seit 1977 im Zweischichtsystem. Die Ziegelei wurde 1971 in ein Betonwerk umgewandelt, da die Lehm- und Tongruben erschöpft waren. 1959 wurde eine Arbeiter-Wohnungsbau-Genossenschaft gegründet, die in den Folgejahren 60 neue Wohnungen z. T. in Wohnblocks errichteten. Mit der Inbetriebnahme des nahe gelegenen Kaliwerkes Zielitz fanden ab 1965 viele Rogätzer dort eine neue Arbeit.
Nach der politischen Wende von 1989 änderten sich die wirtschaftlichen Verhältnisse in Rogätz grundlegend. Während die Werft nach 104 Jahren am 1. September 1991 geschlossen wurde, konnten das Betonwerk und die in ein Feinkostenwerk umgewandelte Konservenfabrik in privater Form weitergeführt werden. Die Gemeinde erschloss ein neues 128.000 m² großes Gewerbegebiet, auf dem sich mehrere Firmen und Handwerksbetriebe ansiedelten. Um den Rückgang der Einwohner zu stoppen (1982 = 2800, 2000 = 2300), wurden zwei neue Wohngebiete erschlossen. Bei Einrichtung der Verwaltungsgemeinschaft Elbe-Heide wurde Rogätz zum Verwaltungszentrum bestimmt.

## Politik

### Bürgermeister
Der ehrenamtliche Bürgermeister Wolfgang Großmann ist seit dem 27. Juni 2004 im Amt, er wurde im März 2011 mit 100 Prozent der gültigen Stimmen wiedergewählt.

### Wappen
Das Wappen wurde am 25. März 1996 durch das Regierungspräsidium Magdeburg genehmigt.
Blasonierung: „In Silber Justitia im blauen Gewand, in der rechten Hand ein erhobenes silbernes Schwert, in der linken Hand eine goldene Waage haltend.“

## Personen
- Die Familie von Alvensleben prägte Rogätz nachhaltig. Sie war von 1369 bis 1850 im Besitz der Burg und des Rittergutes Rogätz.
- Arthur König, Lehrer und Politiker, wurde am 22. Januar 1876 in Rogätz geboren.
- Valerie May-Hülsmann, Malerin und Illustratorin, wurde am 7. Mai 1883 in Rogätz geboren.
- Willi Korn, Ingenieur und Erfinder, wurde hier am 30. Juli 1893 geboren. Er gestaltete wesentlich die Rotor-Chiffriermaschine Enigma.
- Carl Still, Hochofen-Spezialist, war von 1918 bis 1945 der letzte Gutsherr auf Rogätz. Er führte auf dem Gut die Pferdezucht ein. 1946 wurde er durch die Bodenreform enteignet.
- Walter Meier, ein Leichtathlet und Olympiateilnehmer, wurde am 3. August 1927 in Rogätz geboren.
- Von Oktober 1943 bis Mai 1945 war der Physiker Max Planck mit seiner Frau Gast im Still’schen Gutshaus, nachdem seine Berliner Wohnung einem Bombenangriff zu Opfer gefallen war.
- Werner Moritz, ehemaliger Direktor der POS in Rogätz, der beim Eisenbahnunfall von Langenweddingen ums Leben kam

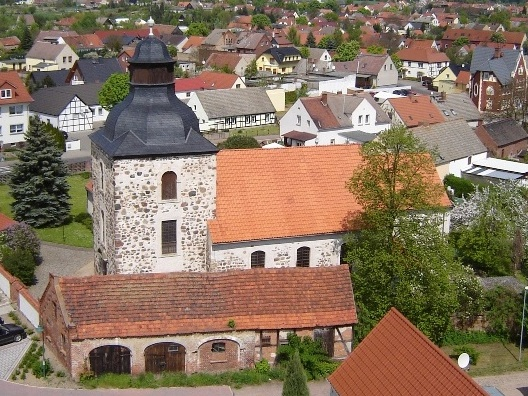
Kirche Rogätz

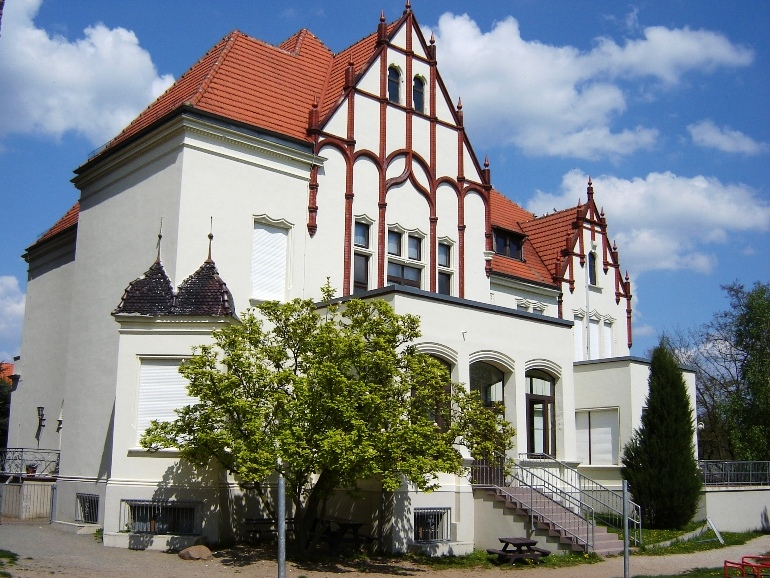
Ehemaliges Gutshaus

## Bauten

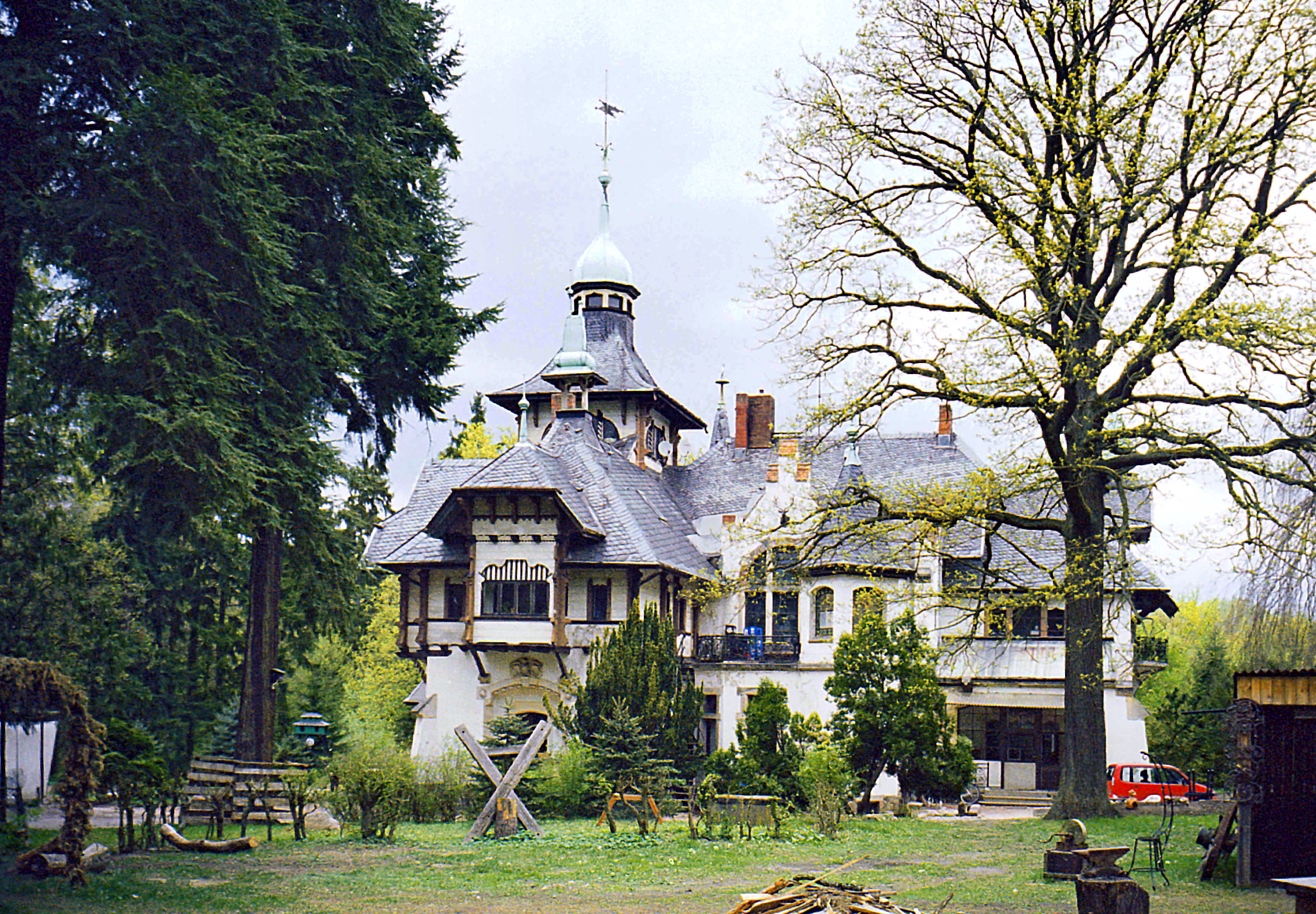
Jagdschloss Heinrichshorst

Die im Kern mittelalterlich ehemalige Gutskirche wurde in ihrer heutigen Gestalt nach ihrer Zerstörung im Dreißigjährigen Krieg wieder aufgebaut. Sie weist sowohl romanische als auch spätgotische Bauelemente auf. Ihr massiger dreigeschossiger Westturm prägt das Ortszentrum entscheidend. Die Kirche beherbergt eine wertvolle Ausstattung aus dem frühen 17. und 18. Jahrhundert.
Der zum Teil über 900 Jahre alte und 32 Meter hohe Klutturm ist der verbliebene Rest der ehemaligen Rogätzer Burg, die im Dreißigjährigen Krieg zerstört wurde. Er ist aus Findlingssteinen errichtet und erstreckt sich über drei Geschosse. Er wurde lange Zeit als Wohnturm genutzt und 1924 von Still zu einem Wasserbehälter umgebaut. Seit den 1990er Jahren dient er als Ausstellungsraum und Aussichtsturm. Nach aufwändiger Sanierung ist er seit 2017 wieder zugänglich.
In der Nähe von Rogätz, im Forstgut Heinrichshorst, befindet sich das 1899 bis 1900 erbaute Jagdschloss Heinrichshorst. Eigentümer war zunächst der Brauereibesitzer Gustav Wernecke aus Magdeburg. Später, von 1949 bis 1990, war dort ein Kinderkurheim untergebracht. Nach der Wende wurde das Schloss an einen privaten Besitzer verkauft. 2014 entstanden dort Teile des Spielfilms Besser als Nix.
Die in der Gemeinde befindlichen Kulturdenkmale sind in der Liste der Kulturdenkmale in Rogätz eingetragen, die Bodendenkmale in der Liste der Bodendenkmale in Rogätz.

## Verkehr
Der Bahnhof Angern-Rogätz liegt an der Bahnstrecke Magdeburg–Wittenberge.